# Кој ди Наваза (Белуно)
Кој ди Наваза (итал. Coi di Navasa) је насеље у Италији у округу Белуно, региону Венето.
Према процени из 2011. у насељу је живело 34 становника. Насеље се налази на надморској висини од 418 м.